# Mozilla VPN
Mozilla VPN是由Mozilla开发的开源虛擬私人網路瀏覽器擴充功能、应用程序和流動應用程式，原名Firefox Private Network。2019年9月10日，Firefox Private Network测试版推出。2020年6月18日，Firefox Private Network更名为“Mozilla VPN”。
2020年7月15日，Mozilla VPN正式版推出。
2020年8月，网络安全公司Cure53發現了Mozilla VPN中有多个漏洞。:22021年3月，Cure53再度發現两个中危漏洞和一个高危漏洞。

## 功能
Mozilla VPN可以隱藏用户的真實IP地址，并对用戶的所有网络活动进行加密。Mozilla VPN的Firefox瀏覽器扩展有免费版，IOS和Android以及Microsoft Windows、MacOS和Linux上的Mozilla VPN應用程序則需要用戶付費才能使用。付费版使用的是瑞典Mullvad VPN的服务，该服务使用WireGuard VPN标准，而免费版使用美国Cloudflare的服务。